# Saint-Paul, Gironde
Saint-Paul är en kommun i departementet Gironde i regionen Nouvelle-Aquitaine i sydvästra Frankrike. Kommunen ligger i kantonen Blaye som tillhör arrondissementet Blaye. År 2022 hade Saint-Paul 1 032 invånare.

## Befolkningsutveckling
Antalet invånare i kommunen Saint-Paul
Referens:INSEE